# Sanjappa
Sanjappa, donedavno monotipski rod mahunarki smješten donedavno u tribus Ingeae a danas u kladu Zapoteca, podtribus tribusa klade Stryphnodendron. Tipična vrsta je Indijski endem S. cynometroides, drvo iz zimzelenih i poluzimzelenih šuma južne Indije (Kerala). 
Godine 2023. u njega je uključena Albizia umbrosa (Wall.) Benth. koja je izdvojena iz roda Albizia. Iste godine u Vijetnamu je otkrivena nova vrsta S. vietnamica Thulin.

## Opis
Rod Sanjappa, prethodno s jednom vrstom S. cynometroides u južnoj Indiji, proširen je na S. umbrosa, comb. nov., u sjeveroistočnoj Indiji, Bangladešu, Mjanmaru i Kini (Yunnan) i S. vietnamica, sp. nov., u južnom Vijetnamu. Sanjappa se razlikuje od Thailentadopsisa, svog sestrinskog roda u kladi Zapoteca, po tome što ima lišće s ekstracvjetnim nektarijima u obliku sjedećih (naspram stipitatnih) žlijezda i elastično dehiscentnih, a ne moniliformnih mahuna (nasuprot mahunama koje nisu elastično dehiscentne i submoniliformne). Sanjappa umbrosa i S. vietnamica razlikuju se od S. cynometroides po tome što imaju dvostruko peraste listove s jednim parom pera (nasuprot jednostavno perastim listovima sa samo dva liska) i četverorežnjevitom (nasuprot trokrilnom) vjenčiću. Kod S. umbrosa svaka pinna ima 2–3 lista, a uparene stipularne bodlje uglavnom su prisutne na mlađem biljkama, dok je kod S. vietnamica svaka pinna (3–)4–5 listova, a grane, uključujući one glavne, naoružane su brojnim parnim bodljama sa zadebljalim bazama. Navedeni su sinonimi, slike i bilješke o distribuciji, staništu, taksonomiji i očuvanju za tri vrste Sanjappa, a sva imena su tipizirana. S ovdje predloženim taksonomskim promjenama, sve azijske vrste koje su prethodno tretirane kao članovi Calliandre smještene su izvan ovog roda.

## Vrste
1. Sanjappa cynometroides (Bedd.) E.R.Souza & Krishnaraj;
2. Sanjappa umbrosa (Wall.) Thulin
3. Sanjappa vietnamica Thulin

## Sinonimi
- Kanjilalia Sanjappa & Pusalkar; Fl. Ind. 6: 258 (2024)